# Duna Média
Duna Médiaszolgáltató Zártkörűen Működő Nonprofit Részvénytársaság (Duna Média, deutsch Donau Media Service GmbH) ist die zentrale öffentlich-rechtliche Rundfunkgesellschaft Ungarns. Sie wurde am 1. Juli 2015 gegründet und ist seither der einzige öffentliche Dienstleister des Landes.
Die Duna Média entstand durch den Zusammenschluss von Magyar Rádió, Magyar Televízió und Duna Televízió. Als Gründe wurde die Beseitigung von Doppelstrukturen in den öffentlich-rechtlichen Medien und die Koordination durch eine zentrale Verwaltung des ungarischen Rundfunks angegeben.

## Ausrichtung
Nach Einschätzung unabhängiger Medienschaffender in Ungarn strukturierte die Regierung Orbán die öffentlich-rechtlichen Medien komplett um. Insgesamt wurden mehrere tausend Mitarbeiter entlassen. Die politische Themensetzung folge seitdem der Linie der Regierungspartei. Besonders besorgniserregend sei die Situation auf dem Lande. In kleinstädtischer und dörflicher Umgebung seien die öffentlich-rechtlichen Medien, zu der neben MTV auch der öffentlich-rechtliche Nachrichtensender Kossuth Rádió gehört, faktisch alternativlos. Hier gebe es fast gar keine kritischen Medien mehr. So käme es zu einer de facto flächendeckenden Gleichschaltung.
Der Norddeutsche Rundfunk wies darauf hin, dass in den Programmen von Magyar Televízió Deutschland als „brandgefährliches Pflaster“ dargestellt werde. Wöchentlich würden Berichte über mutmaßlich gewalttätige Migranten und deshalb verängstigte deutsche Bürger ausgestrahlt. Nachgewiesenerweise traten mehrmals Politiker der Alternative für Deutschland (AfD) im ungarischen Fernsehen auf und berichteten von der angeblichen angespannten Situation in Deutschland. Sie stellten sich als „normale“ deutsche Bürger dar und verschwiegen ihr Engagement für die rechtspopulistische Partei.

## Medienübersicht

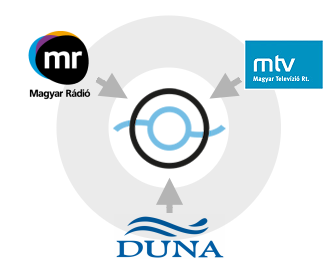
Zusammenschluss der drei großen Rundfunkgesellschaften Ungarns.

### Fernsehsender
Die TV-Programme setzen sich aus den ehemaligen Rundfunkanstalten Magyar Televízió und Duna Televízió wie folgt zusammen:
- M1 – Informationsprogramm
- M2 – Kinder- und Unterhaltungsprogramm
- M3 – Archivsendungen
- M4 – Sportprogramm
- M5 – Kulturprogramm
- Duna – Programm für ungarische Minderheiten
- Duna World – Programm für ungarische Minderheiten

### Radiosender
Die meisten Radioprogramme wurden von der ehemaligen Rundfunkanstalt Magyar Rádió übernommen und teils durch neue Sender ergänzt:
- Kossuth Rádió – Informationen (ehem. MR1-Kossuth Rádió)
- Petőfi Rádió – Rock, Pop (ehem. MR2-Petőfi Rádió)
- Bartók Rádió – Klassische Musik, Jazz (ehem. MR3-Bartók Rádió)
- Nemzetiségi Rádió – Minderheiten (ehem. MR4-Nemzetiségi adások)
- Parlamenti Rádió – Übertragungen aus dem Parlament (ehem. MR5-Parlamenti adások)
- Dankó Rádió – Musik
- Duna World Rádió – Sendungen für im Ausland lebende Ungarn
- Szakcsi Rádió – Jazz